# San Cristobalito, Tzimol
San Cristobalito är en ort i Mexiko.   Den ligger i kommunen Tzimol och delstaten Chiapas, i den sydöstra delen av landet, 800 km sydost om huvudstaden Mexico City. San Cristobalito ligger 661 meter över havet och antalet invånare är 128.
Terrängen runt San Cristobalito är kuperad åt nordost, men åt sydväst är den platt. Runt San Cristobalito är det ganska glesbefolkat, med 35 invånare per kvadratkilometer. Närmaste större samhälle är Comitán, 16,3 km öster om San Cristobalito. Omgivningarna runt San Cristobalito är en mosaik av jordbruksmark och naturlig växtlighet.